# Lauxania albovittata
Lauxania albovittata är en tvåvingeart som beskrevs av Friedrich Hermann Loew 1862. Lauxania albovittata ingår i släktet Lauxania och familjen lövflugor.
Artens utbredningsområde är Kuba. Inga underarter finns listade i Catalogue of Life.